# Liste der Baudenkmäler in Ruhmannsfelden

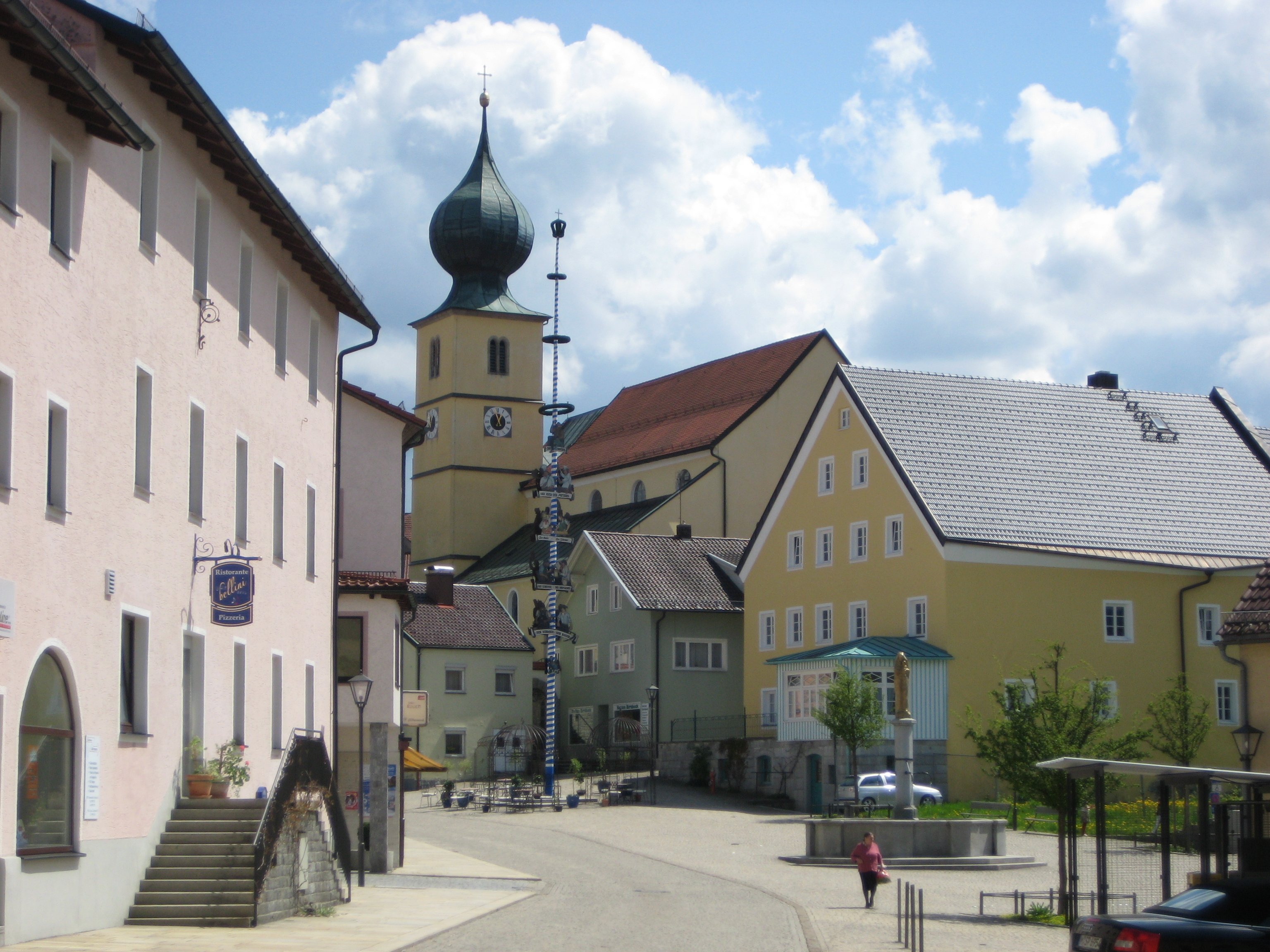
Marktplatz in Ruhmannsfelden

Auf dieser Seite sind die Baudenkmäler in dem niederbayerischen Markt Ruhmannsfelden zusammengestellt. Diese Tabelle ist eine Teilliste der Liste der Baudenkmäler in Bayern. Grundlage ist die Bayerische Denkmalliste, die auf Basis des Bayerischen Denkmalschutzgesetzes vom 1. Oktober 1973 erstmals erstellt wurde und seither durch das Bayerische Landesamt für Denkmalpflege geführt wird. Die folgenden Angaben ersetzen nicht die rechtsverbindliche Auskunft der Denkmalschutzbehörde. Die Liste gibt den Fortschreibungsstand vom 17. Mai 2018 wieder und umfasst sechzehn Baudenkmäler.

## Baudenkmäler nach Ortsteilen

### Ruhmannsfelden
| Lage                                                                | Objekt                                    | Beschreibung | Akten-Nr.     | Bild           |
| ------------------------------------------------------------------- | ----------------------------------------- | --- | ------------- | -------------- |
| Bachgasse 13 (Standort)                                             | Waldlerhaus                               | Eingeschossiger Flachsatteldachbau, Kniestock Blockbau, erste Hälfte 18. Jahrhundert. | D-2-76-142-2  | BW             |
| Bühlfelderweg 31 (Standort)                                         | Evangelisch-lutherische Gnadenkirche      | Ovalbau mit Holzschindeldach, Glockenturm nach Norden mit offenem Geläut, 1957–59 von Eberhard Ritz; mit Ausstattung. | D-2-76-142-23 | BW             |
| Lerchenweg 2 (Standort)                                             | Steinkreuze                               | Gruppe von drei niedrigen Steinkreuzen als Gedächtnis an den Pestfriedhof, zum Teil profiliert, Granit, 16./17. Jahrhundert. | D-2-76-142-21 | BW             |
| Marktplatz 6 (Standort)                                             | Pfarrhaus                                 | Zweigeschossiger kubusartiger Massivbau mit flachem Pyramidendach, Sohlbankgesimsen und hoher Freitreppe, erstes Viertel 19. Jahrhundert. | D-2-76-142-6  | BW             |
| Marktplatz 17 (Standort)                                            | Ehemaliger Gasthof zur Post               | Mächtiger zweigeschossiger Steildachbau, südliche Giebelseite unverputztes Bruchsteinmauerwerk, im Kern 18. Jahrhundert. | D-2-76-142-8  | BW             |
| Marktplatz 20 (Standort)                                            | Ehemaliger Gasthof zum Bären              | Drei- bzw. zweigeschossiger Zweiflügelbau mit Mezzanin und Flachsatteldach, mit neuklassizistischer Fassadengliederung, um 1900. | D-2-76-142-10 | BW             |
| Marktplatz 23 (Standort)                                            | Ehemaliger Gasthof Zachskorn              | Stattlicher zweigeschossiger Schopfwalmdachbau, im Kern 18. Jahrhundert, erneuert. | D-2-76-142-11 | BW             |
| Marktplatz 30 (Standort)                                            | Wohnhaus                                  | Zweieinhalbgeschossiger Kleinbau mit Flachsatteldach und Gesimsgliederung, zweites Viertel 19. Jahrhundert. | D-2-76-142-12 | BW             |
| Marktstraße 1, in Nische bei Hofeinfahrt (Standort)                 | Heiligenfigur                             | Steinfigur des heiligen Johannes von Nepomuk, farbig gefasst, 18. Jahrhundert. | D-2-76-142-14 | BW             |
| Marktstraße 2 (Standort)                                            | Portal                                    | Gestuftes Rundbogenportal mit Profilierungen, bezeichnet mit „1520“. | D-2-76-142-15 | BW             |
| Marktstraße 5 (Standort)                                            | Marktbrunnen                              | Achteckiges Brunnenbecken mit Mittelsäule, Granit, bezeichnet mit „1859“. | D-2-76-142-13 | Marktbrunnen   |
| Marktstraße 11 (Standort)                                           | Ehemalige Schmiede                        | Zweigeschossiger Traufseitbau mit Satteldach und Putzgliederungen, Portale bezeichnet mit „1829“, im Kern wohl älter; Heiligenfigur, Steinfigur des heiligen Bernhard, farbig gefasst, auf geschweiftem Postament, zweite Hälfte 18. Jahrhundert. | D-2-76-142-16 | BW             |
| Marktstraße 12 (Standort)                                           | Wohnhaus                                  | Dreigeschossiger Bau mit eingezogenem zweiten Obergeschoss, Walmdach und seitlichen Pultdächern, nach Norden verschalte Lauben, Portal bezeichnet mit „1814“; Bildstock, Pestsäule, gedrungene toskanische Säule, Laterne mit Bildfeldern, Granit, bezeichnet mit „1687“. | D-2-76-142-17 | BW             |
| Osterbrünnlstraße 27; Osterbrünnlstraße 25; Leitenfelder (Standort) | Katholische Wallfahrtskapelle Osterbrünnl | Saalkirche mit Satteldach und eingezogenem, korbbogig geschlossenem Chor, mit Vorhalle und Dachreiter, nach 1820; mit Ausstattung; Kreuzweg mit vierzehn Stationen, dreizehn Stelen mit ädikulaartigen Laternen mit Bildfeldern, Granit, 19. Jahrhundert, Station 14, Ädikula mit halbrundem Bildfeld; Bildstock, Pestsäule, gebauchte toskanische Säule auf Postament, Laterne mit Bildfeld, Granit, 17./18. Jahrhundert; Säulenpumpe, Gusseisen, mit Auffangbecken, um 1900. | D-2-76-142-18 | weitere Bilder |
| Schulstraße 10 (Standort)                                           | Katholische Pfarrkirche St. Laurentius    | Dreischiffige Basilika mit Steil- und Pultdächern, stark eingezogener Chor mit halbrundem Schluss, Flankenturm mit Zwiebelhaube, Neubau nach Brand 1828, Turm im Kern 14. Jahrhundert; mit Ausstattung. | D-2-76-142-20 | weitere Bilder |
| Schulstraße 16 (Standort)                                           | Dr.-Stern-Villa                           | Zweigeschossiger kubusartiger Mansardwalmdachbau, mit Putzgliederungen und Konche nach Süden, 1928; Nebengebäude, eingeschossiger Flachdachbau, gleichzeitig. | D-2-76-142-24 | BW             |

## Ehemalige Baudenkmäler
In diesem Abschnitt sind Objekte aufgeführt, die früher einmal in der Denkmalliste eingetragen waren, jetzt aber nicht mehr. Objekte, die in anderem Zusammenhang also z. B. als Teil eines Baudenkmals weiter eingetragen sind, sollen hier nicht aufgeführt werden. Aktennummern in diesem Abschnitt sind ehemalige, jetzt nicht mehr gültige Aktennummern.

| Lage                            | Objekt                                                | Beschreibung                                                      | Akten-Nr.     | Bild |
| ------------------------------- | ----------------------------------------------------- | ----------------------------------------------------------------- | ------------- | ---- |
| Bachgasse 11a (Standort)        | Halbhaus                                              | Blockbau-Kniestock, erste Hälfte 18. Jahrhundert.                 | D-2-76-142-1  | BW   |
| Bachgasse 23 (Standort)         | Gedenktafel an Franz Lorenz Grässl                    | 1837; am Wohnhaus.                                                | D-2-76-142-4  | BW   |
| Bei Bahnhofstraße 21 (Standort) | Bildstock                                             | Mit Laterne, bezeichnet mit „1687“.                               | D-2-76-142-22 | BW   |
| Lerchenweg 25 (Standort)        | Zugehöriger kleiner Obergeschoss-Blockbau-Traidkasten | Bezeichnet mit „1745“; nördlich am Ruhmannsbach.                  | D-2-76-142-5  | BW   |
| Schulstraße 3 (Standort)        | Wohnhaus                                              | Zweigeschossiger Massivbau mit Halbwalmdach, 17./18. Jahrhundert. | D-2-76-142-19 | BW   |